# Kasteel van Brécy
Het Kasteel van Brécy (Frans: Château de Brécy) is een kasteel te Saint-Gabriel-Brécy in de Franse gemeente Creully sur Seulles. Het kasteel is een beschermd historisch monument sinds 1903.